# Светско првенство у пливању 2013 — 200 метара делфин за мушкарце
Такмичење у дисциплини 200 метара делфин за мушкарце на Светском првенству у пливању 2013. одржано је у оквиру 15 ФИНА Светског првенства у воденим спортовима у Барселони 30. и 31. јула у вишенаменској Дворани Сант Ђорди.

## Земље учеснице
Учествовало је 35 пливача из 31 земаље.
- Ангола 1
- Аустралија 1
- Бахреин 1
- Белорусија 1
- Бразил 1
- Канада 1
- Кина 2
- Кинески Тајпеј 1
- Чешка 1
- ФИНА Независни такмичари (Еквадор)
- Француска 1
- Уједињено Краљевство 1
- Мађарска 1
- Израел 1
- Италија 1
- Јапан 2
- Јужна Кореја 1
- Кувајт 1
- Мадагаскар 1
- Мексико 1
- Нови Зеланд 1
- Перу 1
- Пољска 2
- Португалија 1
- Румунија 1
- Русија 1
- Србија 1
- Сингапур 1
- Јужна Африка 1
- Сједињене Државе 2
- Венецуела 1

## Рекорди пре почетка такмичења
(28. јул 2013)
| Рекорд                                    | Име         | Земља            | Резултат | Место | Датум         |
| ----------------------------------------- | ----------- | ---------------- | -------- | ----- | ------------- |
| Светски рекорд Рекорд светских првенстава | Мајкл Фелпс | Сједињене Државе | 1:51,51  | Рим   | 19. јул 2009. |

## Победници
| Дисциплина |  |  |
|            |  |  |

## Квалификационе норме
| А норма | Б норма |
| ------- | ------- |
| 1:57,03 | 2:01,13 |

## Сатница
| Датум        | Време | Коло          |
| ------------ | ----- | ------------- |
| 30. јул 2013 |       | Квалификације |
| 30. јул 2013 |       | Полуфинале    |
| 31. јул 2013 |       | Финале        |

## Резултати

### Квалификације
| Пласман | Група | Стаза | Пливач | Земља | Време | Белешка |
| ------- | ----- | ----- | ------ | ----- | ----- | ------- |
|         |       |       |        |       |       |         |

### Полуфинале
| Пласман | Група | Стаза | Пливач | Земља | Време | Белешка |
| ------- | ----- | ----- | ------ | ----- | ----- | ------- |
|         |       |       |        |       |       |         |

### Финале
| Пласман | Стаза | Пливач | Земља | Време | Белешке |
| ------- | ----- | ------ | ----- | ----- | ------- |
|         |       |        |       |       |         |
|         |       |        |       |       |         |
|         |       |        |       |       |         |
|         |       |        |       |       |         |